# Telegram (software)
 For alternative betydninger, se Telegram (flertydig). (Se også artikler, som begynder med Telegram)
Telegram er en kommunikationsapplikation, som man kan bruge til at sende sms, lave opkald og meget mere. Applikationen blev lanceret 14. august 2013.